# Procypris mera
Procypris mera är en fiskart som beskrevs av Lin, 1933. Procypris mera ingår i släktet Procypris och familjen karpfiskar. IUCN kategoriserar arten globalt som otillräckligt studerad. Inga underarter finns listade i Catalogue of Life.